# Krystian Ochman
Krystian Jan Ochman, poljsko-ameriški pevec in skladatelj, * 19. julij 1999, Melrose. 
Ochman je bil izbran za zastopanje Poljske na tekmovanju za Pesem Evrovizije 2022.

## Življenje
Njegov stari oče, Wiesław Ochman, je znani poljski tenorist. Njegovi starši so emigrirali iz Poljske v ZDA.
Študira na Akademiji za glasbo v Katovicah. Leta 2020 je bil zmagal na poljski različici The Voice, kje njegov mentor je bil Michał Szpak.
19. februarja 2022 je zmagal na poljskem nacionalnem izboru za Pesem Evrovizije 2022 s pesmijo »River«.

## Diskografija
- Ochman (2021)